# Xã Rush, Quận Dauphin, Pennsylvania
Xã Rush (tiếng Anh: Rush Township) là một xã thuộc quận Dauphin, tiểu bang Pennsylvania, Hoa Kỳ. Năm 2010, dân số của xã này là 231 người.